# Gare d’Aiguillon
Gare d'Aiguillon – stacja kolejowa w Aiguillon, w departamencie Lot i Garonna, w regionie Nowa Akwitania, we Francji.
Została otwarta w 1856 przez Compagnie des chemins de fer du Midi et du Canal latéral à la Garonne. Jest przystankiem Société nationale des chemins de fer français (SNCF), obsługiwanym przez pociągi TER Aquitaine

## Położenie
Znajduje się na wysokości 39 m n.p.m., na 107,501 km linii Bordeaux – Sète, pomiędzy stacjami Tonneins i Port-Sainte-Marie.

## Historia
Gare d'Aiguillon otwarto 29 maja 1856 przez Compagnie des chemins de fer du Midi et du Canal latéral à la Garonne (Midi), wraz z otwarciem do użytku odcinka z Tonneins do Valence-d’Agen linii Bordeaux – Sète.

## Linie kolejowe
- Bordeaux – Sète